# Patrick Carré
Pour les personnes ayant le même patronyme, voir Carré (homonymie).
Patrick Carré, né en 1952, est un sinologue, tibétologue, traducteur, essayiste et écrivain français.

## Parcours
Patrick Carré est docteur en études chinoises: il a soutenu en 1981 à l'INALCO (dit "Langues O") une thèse sur les poèmes de Hanshan.
Son œuvre comprend en particulier un nombre considérable de traductions à partir du chinois, du tibétain et du sanskrit de textes majeurs du bouddhisme du Grand Véhicule (Mahâyâna). Il est auteur de six romans, dont deux ont été récompensés.
Directeur de la collection « Trésors du Bouddhisme » chez Fayard, Patrick Carré est également membre du comité de traduction Padmakara rattaché au centre d'études bouddhiques de Chanteloube, à Saint-Léon-sur-Vézère en Dordogne, près duquel il vit.
En 1987, Patrick Carré, Marie-José Lamothe, André Velter et Eric Chazot voyagent au Tibet et réalisent Tibet 87, renaissance ou illusion, une série d'émissions sur France Culture consacrées au « Pays des Neiges »,.

## Principales publications
Traductions de textes bouddhiques
- Les Entretiens de Houang-po, maître tch'an du IXe siècle, Les Deux Océans, 1985 ; Seuil, « Points-Sagesse », 1994.
- Le Chemin de la Grande Perfection, par Patrul Rinpoché, traduit du tibétain en collaboration avec Christian Bruyat, éditions Padmakara, 1987.
- Comprendre la vacuité, deux commentaires du chapitre IX de La Marche vers l'Éveil de Shântideva, traduction du tibétain de Khentchen Kunzang Palden, « L'Ambroisie des paroles de Mañjushrî », et de Minyak Kunzang Seunam, « Le Flambeau étincelant », Saint-Léon-sur-Vézère, éditions Padmakara, 1993.
- Cela dépend de vous : toast avec et sans espoir, Casse dogme, in Chögyam Trungpa, Folle Sagesse, Seuil, 1993, p. 181-186.
- Le Choral du Nom de Mañjushrî, Ârya-Mañjushrî-Nâmasangîti, tantra traduit du tibétain, Arma Artis, 1995.
- Houei-neng, Le Soûtra de l'estrade, présentation, traduction et commentaire, Seuil, « Points-Sagesse », 1995.
- 14e dalaï-lama, Pacifier l'esprit, une méditation sur les quatre nobles vérités du Bouddha : exposé des quatre nobles vérités à la lumière des deux vérités fondamentales de la Voie Médiane, transcrit par Jigmé Khyentsé Rinpoché et traduit du tibétain, Albin Michel, 1999.
- 14e dalaï-lama, Le pouvoir de l'esprit. Entretiens avec des scientifiques, traduction de l'anglais (américain), Fayard, 2000.
- Soûtra de la Liberté inconcevable. Les enseignements de Vimalakîrti, traduction du chinois, Fayard, « Trésors du bouddhisme », 2000.
- Stephen Batchelor & Nagarjuna, Versets jaillis du centre, une vision bouddhiste du sublime, traduction de l'anglais, Publications Kunchab (Belgique), 2001.
- in Soûtra du Diamant et autres soûtras de la Voie médiane, Fayard, Trésors du bouddhisme, 2001 :
  - Soûtra du Cœur de la Connaissance transcendante, traduction du sanskrit.
  - Soûtra de la Connaissance transcendante en une seule formule d'éveil, traduction de la version chinoise de Kumârajîva
  - Soûtra du Cœur de la Connaissance transcendante, traduction de la version chinoise de Xuanzang
  - Brève introduction à la traduction du Shâlistamba-sûtra (Soûtra du Riz en herbe) à partir de la version chinoise de Dânapâla
  - Soûtra du Riz en herbe, traduit du chinois
- Abhayadatta, Mahasiddhas, La vie de 84 sages de l'Inde, traduit du tibétain en collaboration avec Christian Bruyat, éditions Padmakara, 2003.
- Sengzhao, Daosheng et Kumârajîva, Introduction aux pratiques de la non-dualité, Commentaire du Soûtra de la Liberté inconcevable, traduction du chinois, Fayard, « Trésors du bouddhisme », 2004.
- Soûtra des Dix Terres, Dashabhûmika, traduction du chinois, Fayard, « Trésors du bouddhisme », 2004
- Soûtra du Filet de Brahmâ, traduction du chinois, Fayard, « Trésors du bouddhisme », 2005
- Soûtra de l'Entrée à Lankâ, traduit de la version chinoise de Shiksânanda. Trésors du bouddhisme, Fayard 2006.
- Les Mystères essentiels de l'Entrée à Lankâ (Ru Lengjia xin xuanyi), Fazang, traduction du chinois, Paris, Fayard, « Trésors du bouddhisme, 2007.
- Perles d'ambroisie, de Kunzang Palden, traduction du tibétain en collaboration avec C. Bruyat,  Saint-Léon-sur-Vézère, éditions Padmakara, 3 volumes : vol. I, avril 2006 ; vol. II, décembre 2006 ; vol. III, sept 2007.
- Bodhicaryâvatâra. La Marche vers l'Eveil, Shântideva. Nouvelle traduction du tibétain, en collaboration avec C. Bruyat, Saint-Léon-sur-Vézère, éditions Padmakara, octobre 2007.
- Mûlamadhyamakakârikâ, Les Stances fondamentales de la Voie médiane de Nâgârjuna. Traduction du tibétain, Plazac, éditions Padmakara, juin 2008.
- Le lotus blanc, Explication détaillée de la Prière en Sept Vers de Gourou Rinpoché, de Mipham Namgyal. Plazac, Editions Padmakara, 2009.
- Le Trésor de précieuses qualités de Jigmé Lingpa, commenté par Longchen Yéshé Dorjé Kangyour Rinpoché, Quintessence de l'ambroisie des Trois Véhicules, vol. I, Véhicule Causal des caractéristiques, Plazac, Editions Padmakara, 2009.
- L'Entrée dans la Dimension Absolue, traduction du Gaṇḍavyūha-sūtra, dans sa version chinoise de Shiksânanda. Editions Padmakara-Tsadra, 2019. Double volume illustré incluant la traduction du  commentaire de Li Tongxuan (635-730).

Poésie et littérature chinoises
- Le Mangeur de brumes, Phébus, 1985: traduction de l'ensemble des poèmes de Hanshan.
- La Montagne vide : anthologie de la poésie chinoise, en collaboration avec Zéno Bianu, Albin Michel, 1987.
- Les Saisons bleues, l'œuvre de Wang Wei, poète et peintre, Phébus, 1989.
- Les mandalas du Yi-king, Thomas Cleary, traduction de l'américain, éditions Librairie de Médicis, 1990.
- Th. Cleary, L'Art de gouverner, le livre des maîtres du Sud-de-Houai, traduction de l'américain et du chinois d'une anthologie du Huainanzi, Calmann-Lévy, 1999.
- Le Livre de la Cour Jaune, classique taoïste des IVe – Ve siècles présenté, traduit du chinois et annoté, Seuil, « Points-Sagesse », 1999.
- Poésie chinoise de l'éveil, en collaboration avec Zéno Bianu, Albin Michel, 2017.

Romans
- Le Palais des nuages, Phébus, 1989, prix du premier roman[6], prix Gutenberg.
- Yavana, Phébus, 1991.
- L'Immortel, Philippe Picquier, 1992.
- Les Petits Chaos de l'étudiant Liu, Albin Michel, 1992.
- Un rêve tibétain, Albin Michel, 1994, prix Alexandra-David-Néel/Lama-Yongden.
- La Perle du Dragon, Albin Michel, 1999.

Essais et divers
- D'Élis à Taxila, éloge de la vacuité, Criterion, 1991 ; Nostalgie de la vacuité, édition revue et corrigée, Société nouvelle des éditions Pauvert, 2000.
- Dieux, tigres et amours, miniatures indiennes du XVe au XXe siècle (texte), Seuil, 1993, 139 p.
- Crémation (deuil) au Bhoutan, magazine GÉO, n° 170, avril 1993, p. 34-49.
- Les Chamanes, Piers Vitebsky (trad. de l'anglais), Albin Michel, 1995.
- Cornes de lièvre et plumes de tortue, contes populaires du Tibet, Seuil, « La mémoire des sources », 1997.
- La Terre durera toujours, poèmes amérindiens avec des photos d'Edward S. Curtis, Seuil, 1998.
- Nostalgie de la vacuité, d'Elis à Taxila, essai, Pauvert, 2000.
- L'esprit du Népal, les Newars et les dieux, avec des photographies de B. de Camaret, Seuil, 2000.
- Pyrrhon : Abolir tous les étants, Magazine Littéraire no 394 - janvier 2001, p. 25-27.